# Broj Židova u zemljama svijeta
- Afganistan
  - 200. Govore jezikom dari,
- Albanija
  - 500, hebrejski
- Alžir
  - 600, francuski
- Andora
  - 200, španjolski
- Argentina
  - 676,000, španjolski
- Armenija
  - Istočni Aškenazi: 800. govore jidiš.
- Aruba
  - 200. Engleski.
- Australija
  - 95,000 Engleski
- Austrija
  - 8,000, njemački
- Azerbajdžan
  - Istočni Aškenazi, 14,000.
  - Tatski Židovi (Gorski Židovi), 17,000, judeotatski
- Bahami
  - 900. Engleski.
- Bahrein
  - 700. Govore arapski.
- Barbados
  - 30, engleski.
- Belgija
  - 40,000, francuski
- Belize
  - 2,300. Engleski.
- Bermuda
  - 20, engleski.
- Bjelorusija
  - Istočni Aškenazi: govore jidiš.
- Bocvana
  - 100, engleski.
- Bolivija
  - 400, španjolski
- Bosna i Hercegovina
  - 600, srpski (?). Joshua Project
- Brazil
  - 234,000, portugalski
- Bugarska
  - 3,200. Govore bugarski.
- Mianmar
  - 400, engleski.
- Češka
  - 2,000. govore češki.
- Čile
  - 38,000, španjolski
- Danska
  - 7,300. Govore danski.
- Demokratska Republika Kongo
  - 500, francuski
- Američki Djevičanski otoci
  - 400, engleski
- Dominikanska Republika
  - 700, njemački.
- Egipat
  - 800 .Govore arapski
- Ekvador
  - 4.600, španjolski
- Estonija
  - Istočni Aškenazi: 4,800. govore jidiš.
- Etiopija
  - 800, hebrejski
- Filipini
  - 1,000, tagalog
- Finska
  - 1,600, finski.
- Francuska
  - 230,000, francuski.
    - Francuska Gvajana, 100, francuski

  - 100,000, judeomarokanski arapski
  - Tuniski Židovi, 100,000,  judeotuniski arapski (arapski)
- Gibraltar
  - 600, engleski
- Grčka
  - 1,000, grčki.
  - 5,800, ladino
- Gruzija
  - 20,000. Jezik:  (judeogruzijski)
- Gvajana
  - 70 engleski.
- Gvatemala
  - 1,100, španjolski
- Haiti
  - 200, francuski.
- Honduras
  - 400, španjolski
- Hrvatska
  - 576 (po popisu stanovništva iz 2001.), hrvatski
- Indija
  - 11,000, marathi.
- Indonezija
  - 200, indonezijski.
- Iran
  - Azerbadžanski Židovii… 1,400. Jezik: Lishan Didan
  - 201,000, farsi
- Irska
  - 5,500. engleski.
- Italija
  - 41,000, talijanski.
  - 4,000, judeotalijanski.
  - Tuniski Židovi, 499,000, judeotuniski arapski
- Izrael
  - 1,835,000, hebrejski
  - Buharski Židovi:  51,000
  - Srednjoazijski Židovi: 3,000. Govore tadžički.
  - 102,200, engleski.
  - 36,000, francuski.
  - Istočni Aškenazi: 219,000.  govore jidiš.
  - 2,000, judeoberberski.
  - 41,000, judeogruzijski.
  - 72,000, njemački.
  - 61,000, madžarski.
  - Kurdistanski Židovi, 3,800. jezik: Lishana Deni
  - Magrebski Židovi, 255,000, hebrejski
  - 102,0000, poljski
  - 138,000, ladino.
  - Rumunjski Židovi, 255,000, hebrejski
  - Ruski Židovi, 867,000, ruski
  - Južno-levantinski Židovi, 304,000, južnolevantinski arapski.
  - Tuniski Židovi, 46,000, judejsko-tuniski
  - Zapadni Aškenazi, 271,000, zapadni jidiš
  - Jemenski Židovi, 51,000,  judeojemenski arapski
  - Tat Židovi, 41,000, judeotatski
- Jamajka
  - 2,600, engleski
- Japan
  - 1,300, japanski
- Jemen
  - Jemenski Židovi, 1,000, judeojemenski arapski (arapski)
- Južnoafrička Republika
  - 114,000 engleski.
- Kajmanski Otoci
  - 400, engleski.
- Kanada
  - Istočni Aškenazi. 373,000. govore jidiš.
  - 9,800, hebrejski
- Kazahstan
  - Buharski Židovi 800
  - Istočni Aškenazi. 6,000. govore jidiš.
- Kenija
  - 2,000, engleski.
- Cipar
  - 200, grčki
- Kirgizija
  - (Buharski Židovi) 400
  - Istočni Aškenazi. 3,000. govore jidiš.
- Kolumbija
  - 11,000, španjolski
- Kostarika
  - 4,800, španjolski
- Kuba
  - 1,200, španjolski
- Latvija
  - 10,000 latvijski
- Libanon
  - 10,000 španjolski
  - Sirijski Židovi, 1,000, sjevernolevantinski arapski (arapski)
- Lihtenštajn
  - 40, njemački.
- Litva
  - Istočni Aškenazi. 13,000,  govore jidiš.
- Luksemburg
  - 800, njemački.
- Madagaskar
  - 300, francuski.
- Mađarska
  - 94,000, mađarski.
- Makedonija
  - 1,000, srpski (?), Joshua project. Židovi u Makedoniji sigurno govore makedonski, Njih u ovim krajevima poznajemo još od bizantske vladavine.
- Malavi
  - 200, engleski
- Malta
  - 60, malteški.
- Maroko
  - 23,000, judeomarokanski arapski
- Meksiko
  - 30,000, španjolski
- Moldova (Moldavija)
  - Istočni Aškenazi. 72,000 govore jidiš.
- Monako
  - 500, francuski.
- Mozambik
  - 200, portugalski
- Namibija
  - 2,200, engleski
- Nigerija
  - 1,000, engleski.
- Nikaragva
  - 500, španjolski
- Nizozemska
  - 20,000. Govore nizozemski.
    - Nizozemski Antili: 900. Govore nizozemski.

  - 15,000, portugalski
- Norveška
  - 1,000, bokmal norveški.
- Nova Keledonija
  - 500, judeomarokanski arapski
- Novi Zeland,
  - 4,900, engleski.
- Njemačka
  - 4,500, njemački
  - Ruski Židovi, 61,000, ruski
- Otok Man,
  - 50, engleski.
- Pakistan
  - 900, sindhi.
- Panama
  - 4,000, španjolski
- Papua Nova Gvineja
  - 800, engleski.
- Paragvaj
  - 3,000, španjolski
- Peru
  - 9,900, španjolski
- Poljska
  - 15,000, poljski
- Portoriko
  - 2,800, španjolski
- Portugal
  - 123,000, portugalski
- Rumunjska
  - Rumunjski Židovi, 85,000, rumunjski
- Rusija
  - Ruski Židovi, 358,000, ruski
  - Tat Židovi, 15,000, judeotatski
- Salvador
  - 700, španjolski
- Singapur,
  - 600, engleski.
- Sirija
  - Sirijski Židovi, 5,200, sjevernolevantinski arapski (arapski)
- Sjedinjene Države
  - 4,748,000, engleski.
  - 140,000, hebrejski
  - 266,000, judejsko-marokanski.
  - Ruski Židovi, 354,000, ruski.
  - 13,000, španjolski
- Slovačka
  - 600, slovački
- Srbija i Crna Gora
  - 3,000, srpski.
- Sudan
  - 30, arapski
- Surinam
  - 700. Govore nizozemski.
- Španjolska
  - 800, ladino.
  - 3,800, španjolski
- Šri Lanka
  - 20, malajalam. Malayalam je inače jezik naroda Malayali.
- Švedska
  - 16,000, švedski
- Švicarska
  - 7,400, francuski.
  - Zapadni Aškenazi, 1,300, zapadni jidiš
- Tadžikistan
  - Buharski Židovi 3,200
- Tajland
  - 90, tajski
- Tajvan
  - 200, mandarin
- Tanzanija
  - 300, swahili
- Trinidad i Tobago
  - 700, engleski.
- Tunis
  - Tuniski Židovi, 2,000, judeotuniski arapski
- Turkmenistan.
  - Istočni Aškenazi,  2,600. govore jidiš.
- Turska
  - 12,000, ladino.
- Ujedinjeno Kraljevstvo
  - 435,000, engleski
- Ukrajina
  - Istočni Aškenazi,  505,000,  govore jidiš.
  - 1,300, judeomarokanski arapski
- Urugvaj
  - 57,000, španjolski
- Uzbekistan
  - Buharski Židovi: 70,000
  - Srednjoazijski Židovi:: 30,000. Govore tadžički.
- Venezuela
  - 18,000, španjolski
- Zambija
  - 1.700. engleski.
- Zapadna obala
  - 364,000, hebrejski /CIA; za 7. mjesec 2004, uključujući Istočni Jeruzalem /
- Zimbabve
  - 9,000, engleski.